# Cao Kun
Cao Kun var en kinesisk politiker, krigsherre och general, tillhörande "Beiyang-klicken". Republiken Kinas president 1923-1924. 
Cao började sin militära bana som vanlig soldat, sändes vid 35 års ålder till krigsskolan, utexaminerades därifrån 1890, blev därpå lärare vid samma skola och 1895 föreståndare för en modern soldatutbildningsskolan. 1901 blev han regementsbefälhavare och 1902 brigadchef samt fick kort därpå generals rang. Cao var 1903-1905 militärbefälhavare i Mukden, därpå till 1911 i Jilin, bekämpade revolutionen 1911 och blev samma år militärbefälhavare vid övre Yangtze-floden. 
Cao sändes 1915 av Yuan Shikai att bekämpa general Cai Es uppror. 1916 blev han militärguvernör (dujun 督军) i provinsen Zhili och bekämpade 1917-1919 framgångsrikt de sydkinesiska trupperna. Cao gav 1920 sitt stöd åt Wu Peifu vid den systemförändring denne då åstadkom och lyckades oktober 1923 genom röstköp i stor omfattning bli vald till republikens president. Han tvangs emellertid hösten 1924 av "den kristne generalen" Feng Yuxiang att nedlägga presidentvärdigheten, som i november samma år provisoriskt övertogs av Duan Qirui.